# جرح، فغر، وتمريض مستمر
الجرح والفغر والتمريض المستمر هو تخصص ثلاثي للتمريض، ينطوي على علاج المرضى الذين يعانون من الجروح الحادة والمزمنة، والمرضى الذين يعانون من الفغر (أولئك الذين لديهم نوع من تحويل الأمعاء أو المثانة)، والمرضى الذين يعانون من ظروف مستمرة (مع السيطرة على المثانة والامعاء وما يرتبط بها من مشاكل العناية بالبشرة). تستخدم ممرضات WOC المعرفة والمهارات القائمة على الأدلة لإدارة هؤلاء المرضى المعقدين. غالباً ما يشار إلى الممرضات في هذا التخصص على أنهن جرح، فغر، التمريض المستمر(WOC). في الولايات المتحدة، تتوفر الشهادة لهذا التخصص من مجلس توثيق الجروح والفغر. هناك منظمات إضافية تقدم مستويات مختلفة من الشهادات في هذا المجال (American Board of Wound Management).

## الممارسة
تعمل ممرضات WOC في جميع مراكز الرعاية الصحية، بما في ذلك المستشفيات ومرافق الرعاية على المدى الطويل والعيادات الخارجية. إنهم يعملون مع المرضى الذين لديهم جروح حادة أو مزمنة، النواسير. قد يساعدون المرضى الذين لديهم اضطرابات أخرى في الأمعاء أو المثانة.

## الشهادات
تتوفر الشهادات التخصصية لممرضات WOC من خلال مجلس شهادة WOND والفغرات والتمريض المستمر. قد يحصل الممرضون وغيرهم من المتخصصين في الرعاية الصحية على شهادة أخصائي الجرح المعتمد (CWS) من خلال المجلس الأمريكي لإدارة الجروح.

## روابط اضافية
- Wound, Ostomy and Continence Nurses Society
- American Board of Wound Management
- ABWM Foundation
- Ostomy Wound Management